# Bulimeulima
Bulimeulima is een geslacht van weekdieren uit de klasse van de Gastropoda (slakken).

## Soorten
- Bulimeulima incolorata (Thiele, 1912)
- Bulimeulima lentocontracta (Laws, 1941) †
- Bulimeulima magna Bouchet & Warén, 1986
- Bulimeulima rhopaloides Maxwell, 1992 †